# Bassus ruficornis
Bassus ruficornis är en stekelart som först beskrevs av Granger 1949.  Bassus ruficornis ingår i släktet Bassus och familjen bracksteklar. Inga underarter finns listade.